# Odměna (Hvězdná brána)
Odměna je 15. epizoda 10. řady sci-fi seriálu Hvězdná brána.

## Děj epizody
Nákladní loď s nákladem Kassy pro Luciánskou allianci je zničena týmem SG-1, je to již třetí takový případ sabotáže a každý takový incident oslabuje pozici Netana vůdce Luciánské aliance. Na oplátku, Netan vypisuje odměnu na SG-1 a celá řada nájemných lovců míří na Zemi k uplatnění nároku na cenu.
Mezitím má SG-1 volno a tak Carterová a Dr. Lee prezentují holografické technologie a plazmové zbraně na vědecké konferenci, Daniel Jackson provádí výzkum v muzeu, Teal'c cestuje na planety s Jaffy a
Vala Mal Doran prosí neochotného Mitchella, aby ji vzal na jeho nadcházející sraz střední školy v Kansasu.
Na cizí planetě je Teal'c napaden palbou z tyčové zbraně, ale jeho zabiják je zajat.
Na Zemi je Danielův výzkum přerušen návštěvou krásné ženoy, která náhle vytáhne mimozemskou ruční zbraň a střílí po Danielovi. Danielovi se podaří uniknout, ale žena jej sleduje na ulici, kde ji srazí blížící se autobus.
Když Carterová vstupuje na jeviště představit holografický systém Chimera, objeví se na jevišti jako hologram a střela nájemného vraha projde skrze ni. Carterová okamžitě použije plazmovou zbraň a zabije útočníka na balkóně.
Mezitím Mitchellův pokus oživit svůj vztah s bývalou spolužačkou Amy Vandenbergovou na srazu je přerušen nájemným lovcem Odaiem Ventrellem.
Carterová, Teal'c a Daniel jsou již na cestě do Kansasu. Ventrell přiznává, že Mitchell je jen návnada pro opravdovou odměnu, celou SG-1. Ventrell uzamkl školní budovu a drží všechny absolventy jako rukojmí. Náhle se Carterová, Teal'c a Daniel přenesou do místnosti. Ventrell aktivuje transportní kruhy, ale na palubu jeho nákladní lodi se přenese sám a Carterová, Teal'c a Daniel tam již na něj čekají. Tým použil Chimeru, která do školní místnosti přenesla pouze jejich hologramy, což umožnilo týmu zajmout Ventrella na jeho vlastní lodi.
Na palubě Netanovy lodi se blíží jeden ze zabijáků k Netanovi a chce jej zabít, ale je zabit Ventrellem, který pak zamíří svou zbraň na Netana.